# Satyrus kirgizorum
Satyrus kirgizorum är en fjärilsart som beskrevs av Andrej Nikolajewitsch Avinoff och Sweadner 1951. Satyrus kirgizorum ingår i släktet Satyrus och familjen praktfjärilar. Inga underarter finns listade.